# 1636
| 1636               |
| ------------------ |
| Dødsfald - Fødsler |
|                    |

| Gregoriansk kalender | 1636 MDCXXXVI           |
| Ab urbe condita      | 2389                    |
| Armensk kalender     | 1085 ԹՎ ՌՁԵ             |
| Kinesiske kalender   | 4332 – 4333 乙亥 – 丙子 |
| Etiopisk kalender    | 1628 – 1629             |
| Jødisk kalender      | 5396 – 5397             |
| Hindukalendere       |                         |
| - Vikram Samvat      | 1691 – 1692             |
| - Shaka Samvat       | 1558 – 1559             |
| - Kali Yuga          | 4737 – 4738             |
| Iransk kalender      | 1014 – 1015             |
| Islamisk kalender    | 1046 – 1047             |

Konge i Danmark: Christian 4. 1588-1648
Se også 1636 (tal)

## Begivenheder
- 16. april - Københavns Universitet får eneret på at udarbejde og forhandle almanakker
- 4. oktober - den svenske hær besejrer tropper fra Sachsen og det Tysk-romerske rige i Slaget ved Wittstock
- 28. oktober – USA’s første college bliver grundlagt Det blev senere kendt som Harvard University.
- Pestepidemi i København.[1]

## Dødsfald
- Pieter Brueghel den yngre (født 1564 eller 1565).